# Жамбил (Жамбильський район, Північноказахстанська область)
Жамби́л (каз. Жамбыл) — село у складі Жамбильського району Північноказахстанської області Казахстану. Адміністративний центр Жамбильського сільського округу.
Населення — 323 особи (2021; 478 у 2009, 762 у 1999, 1361 у 1989).
Національний склад станом на 1989 рік:
- казахи — 53 %
- росіяни — 27 %.

У радянські часи село називалось Джамбул.